# Hồi Cốt
Hãn quốc Uyghur, hay Đế quốc Uyghur; tên thời nhà Đường là Hồi Cốt (giản thể: 回鹘; phồn thể: 回鶻; bính âm: Huíhú) hay Hồi Hột (giản thể: 回纥; phồn thể: 回紇; bính âm: Huíhé) là một đế quốc Đột Quyết (Turk) của người Duy Ngô Nhĩ tồn tại trong khoảng một thế kỷ từ giữa thế kỷ 8 đến thế kỷ 9. Đây là một liên minh các bộ lạc dưới quyền lãnh đạo của người Duy Ngô Nhĩ, được người Hán gọi là cửu tính ("chín bộ lạc") gồm Dược La Cát (藥羅葛), Hồ Đốt Cát (胡咄葛), Quắt La Vật (啒羅勿), Mạch Ca Tức Cật (貊歌息訖), A Vật Trích (阿勿嘀), Cát Tát (葛薩), Hộc Ốt Tố (斛嗢素), Dược Vật Cát (藥勿葛), Hề Nha Vật (奚牙勿).

## Người Duy Ngô Nhĩ nổi lên tại Mông Cổ
Năm 742, các bộ tộc Uyghur, Cát La Lộc (Karluk), và Bạt Tất Mật (Basmyl) đã nổi dậy chống lại quyền thống trị của Đông Đột Quyết (Göktürk). Người Bạt Tất Mật đã chiếm được kinh đô của Đột Quyết là Ötügen (Ư Đô Cân) và bắt được Özmish Khan (烏蘇米施可汗, Ô Tô Mễ Thi khả hãn) vào năm 744, và quản lý khu vực trên thực tế. Tuy nhiên, một liên minh Uyghur-Cát La Lộc nhằm chống lại Bạt Tất Mật đã hình thành cùng năm. Liên minh này đánh bại người Bạt Tất Mật và chặt đầu quân chủ của họ. Các bộ lạc Bạt Tất Mật bị tiêu diệt; dân cư bị bán làm nô lệ cho người Hán hay phân phát cho những kẻ chiến thắng. Lãnh đạo Uyghur trở thành khả hãn tại Mông Cổ và lãnh đạo Cát La Lộc trở thành diệp hộ (yabghu). Tuy nhiên, sự dàn xếp này kéo dài chưa đầy một năm, do tình trạng thù địch giữa người Uyghur và Cát La Lộc, người Cát La Lộc đã buộc phải thiên di về phía tây đến miền tây của vùng đất Turgesh (Đột Kị Thi).
Lãnh tụ của người Uyghur xuất thân từ bộ lạc Yaghlakar (tiếng Đột Quyết cổ: , Jaγlaqar, giản thể: 药罗葛; phồn thể: 藥羅葛; bính âm: yaoluogě; Wade–Giles: yao-lo-ko, Dược La Cát), và được các nguồn Trung Hoa ghi là Cốt Lực Bùi La (tiếng Trung: 骨力裴羅; bính âm: Guli peiluo). Ông có tước hiệu Cốt Đốt Lộc Bì Già khả hãn (Qutlugh Bilge Köl Kaghan, nghĩa là khả hãn vẻ vang, sáng suốt, hùng mạnh), là người cai trị tối cao của tất cả các bộ lạc Đột Quyết-Mông Cổ và cho xây kinh đô của mình tại Ordu Baliq (Oa Lỗ Đái Bát Lý). Theo các thư tịch Trung Hoa, lãnh thổ của Hồi Cốt sau đóp đạt đến "ở cực đông đến lãnh thổ của người Thất Vi, phía tây đến dãy núi Altai, ở phía nam kiểm soát sa mạc Gobi, do vậy bao trùm toàn bộ lãnh thổ Hung Nô cổ".
Năm 747, Cốt Đốt Lộc Bì Già khả hãn mất, người con trai út kế vị và trở thành Bayanchur Khan (các nguồn Trung Hoa gọi theo tước hiệu nhà Đường ban cho là Anh Vũ khả hãn 英武可汗). Sau khi cho lập một số tiền đồn giao thương với triều Đường, Anh Vũ khả hãn dùng tài sản kiếm được để xây kinh đô Ordu Baliq ("Thành phố của triều đình"), và thành Bai Baliq ("Thành phố giàu có"), xa đến sông Selenge. Vị khả hãn mới sau đó bắt đầu tiến hành một loại chiến dịch nhằm đưa tất cả những sắc dân sống tại thảo nguyên vào quyền cai trị của mình. Vào thời kỳ này, đế quốc được mở rộng, các bộ lạc Sekiz Oghuz, Qïrghïz, Qarluqs, Türgish, Tatar Toquz, Chik và phần còn lại của người Basmyl đều tiến tới nằm dưới quyền cai trị của người Uyghur.
Cuộc nổi loạn của An Lộc Sơn trên đất Đường vào năm 755 đã buộc Hoàng đế Túc Tông quay sang đề nghị Anh Vũ khả hãn giúp đỡ vào năm 756. Khả hãn đồng ý, ra lệnh cho con trai cả đem quân hỗ trợ Hoàng đế nhà Đường, và giúp dập tắt một vài cuộc nổi loạn, cũng như đánh bại quân Thổ Phồn từ phía nam và cùng với quân Đại Đường đánh quân nổi loạn Đại Yên thu phục lại lưỡng kinh Trường An và Lạc Dương. Kết quả, Hồi Cốt đã nhận được tặng phẩm của Đường vào năm 757 với 20.000 cuộn lụa và Anh Vũ khả hãn được Hoàng đế nhà Đường gả cho một người cháu gái (Ninh Quốc công chúa).

## Thời kỳ hoàng kim

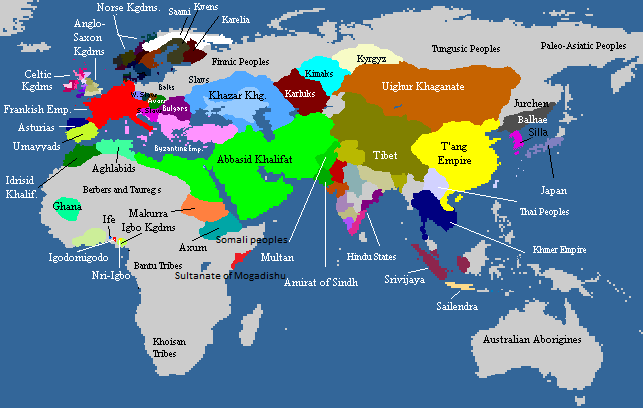
Hồi Cốt (Uyghur Khanate) khoảng năm 820

Dưới thời cai trị của Tengri Bögü (biết đến trong sử sách Trung Hoa với tên Mưu Vũ khả hãn (牟羽可汗)), người Uyghur đạt tới đỉnh cao quyền lực. Năm 762, với sự trợ giúp của Mưu Vũ khả hãn, Hoàng đế Đường Đại Tông cuối cùng đã dẹp yên được cuộc nổi loạn An Lộc Sơn (dưới sự lãnh đạo của Sử Triều Nghĩa, 史朝義) và lấy lại được Đông Kinh Lạc Dương. Một hiệp ước Hòa bình và Liên minh đã được ký kết với nhà Đường, theo đó Đường phải nộp 40 cuộn lụa cho Hồi Cốt để đổi lấy một con ngựa của người Uyghur, người Uyghur sống trên đất Đường đều được coi là " khách" và không phải trả thuế và chi phí chỗ ở.
Mưu Vũ khả hãn đã gặp gỡ các linh mục của Mani giáo đến từ Ba Tư trong các chiến dịch, sau đó ông đã cải sang tôn giáo này, đưa nó trở thành tôn giáo chính thức của Hồi Cốt và năm 763. Việc này đã gia tăng ảnh hưởng của người Túc Đặc (Sogdiana) trong triều đình Hồi Cốt. Năm 779, Mưu Vũ khả hãn được các quân sư người Túc Đặc của mình xúi giục, đã lên kế hoạch xâm lược Đường nhằm lợi dụng thời cơ Đường Đức Tông mới lên ngôi. Tuy nhiên, một người bác tên là Tun Bagha Tarkhan, đã phản đối kế hoạch này:
Tun Bagha trở nên khó chịu và rồi đã tấn công và giết chết ông ta, cùng lúc đó đã thảm sát gần 2000 người thuộc gia tộc của khả hãn, phe nhóm của ông ta và người Túc Đặc.

Cuộc nổi loạn được cho là được sứ thần nhà Đường tại Hồi Cốt hỗ trợ. Tun Bagha Tarkhan lên ngôi với tước hiệu Alp Qutlugh Bilge ("Chiến thắng, Vinh quang, Sáng suốt"), trong sử sách Trung Hoa ông được biết tới là Trường Thọ Thiên Thân khả hãn (長壽天親可汗), ông cho thi hành một bộ luật mới do ông phác thảo nhằm bảo vệ tính thống nhất của hãn quốc. Ông cũng chống lại người Kyrgyz Yenisei, và cuối cùng đưa họ vào tầm kiểm soát của Hồi Cốt. Dưới thời ông cai trị đã thỉnh cầu nhà Đường cải xưng từ "Hồi Hột" thành "Hồi Cốt" và đã được chấp thuận.

## Suy tàn
Sức mạnh của Hồi Cốt bị suy giảm và hãn quốc bắt đầu tan rã sau khi Trường Thọ Thiên Thân khả hãn mất vào năm 789. Người Thổ Phồn đã cướp vùng đất Beshbalik từ tay người Uyghur, và người Cát La Lộc chiếm thung lũng Phù Đồ, khiến cho người Uyghur phải sợ hãi. Năm 795, Phụng Thành khả hãn mất, và triều đại Dược La Cát (Yaghlakar) đi đến hồi kết. Một viên tướng tên là Qutlugh (骨咄禄, Cốt Đốt Lột), được phong làm khả hãn mới, dưới tước hiệu Tängridä ülüg bulmïsh alp kutlugh ulugh bilgä kaghan ("Khả hãn phi thường sinh ra ở thiên đường mặt trăng, chiến thắng, vinh quang, vĩ đại và sáng suốt"), thành lập nên một triều đại mới, Ediz (阿跌, A Điệt). Với sự cai trị được củng cố, hãn quốc đã ngăn chặn được sự sụp đổ. Cốt Đốt Lột trở nên nổi tiếng với tài lãnh đạo và trị vì hãn quốc. Mặc dù đã cố gắng củng cố hãn quốc, song ông đã thất bại trong việc khôi phục lại sức mạnh trước đây. Khi ông qua đời năm 808, hãn quốc lại một lần nữa bị tan vỡ. Kế vị là con trai của ông, người này đã cải thiện giao thương với vùng nội địa của châu Á. Không được biết về danh tính của vị khả hãn vĩ đại cuối cùng của hãn quốc, có tước hiệu Kün tengride ülüg bulmïsh alp küchlüg bilge ("Phi thường sinh ra trên thiên đường mặt trời, chiến thắng, hùng mạnh và sáng suốt") và trong các sử sách Trung Hoa gọi là Sùng Đức khả hãn (崇德可汗), đã cải thiện thương mại với khu vực Túc Đặc, và đẩy lui một cuộc xâm lược của Thổ Phồn vào năm 821. Sùng Đức khả hãn mất vào năm 824 và kế vị là em trai Qasar, song đã bị ám sát vào năm 832, bắt đầu một tình trạng vô chính phủ. Năm 839, vị khả hãn hợp pháp buộc phải tự sát, và một tể tướng tên là Kürebir đoạt ngôi với sự trợ giúp của 20.000 kị binh Sa Đà từ Ordos. Cùng năm đã xảy ra nạn đói và dịch bệnh, cùng một mùa đông khắc nghiệt đã giết chết nhiều gia súc, tức nguồn sống chính của người Uyghur.

## Sụp đổ
Mùa xuân sau đó, năm 840, một sở thuộc là Kulug Bagha, đối thủ của Kurebir, đã đào thoát đến bộ lạc Kyrgyz và mời họ tấn công từ phía bắc với một lực lượng gồm khoảng 80.000 kị binh. Họ cướp phá kinh đô của Hồi Cốt tại Ordu Baliq, san bằng thành phố. Quân Kyrgyz bắt khả hãn Kürebir (Hesa) và chặt đầu ông. Người Kyrgyz đã phá hủy các thành khác của Hồi Cốt, đốt cháy chúng. Vị khả hãn hợp pháp cuối cùng, Öge, đã bị ám sát vào năm 847, ông đã dành 6 năm cai trị của mình để đánh người Kyrgyz, những người trợ giúp đối thủ của ông là Ormïzt, một người anh em trai của Kürebir, và giao tranh với quân đồn trú nhà Đường ở Ordos và Thiểm Tây trong cuộc xâm lược của ông vào năm 841. Quân Kyrgyz xâm lược và phá hủy đế chế của người Uyghur, dẫn đến việc người Uyghur phải sống lưu vong khắp Trung Á.

## Hậu đế chế
Sau khi hãn quốc sụp đổ, người Uyghur chia làm ba bộ phận chính thiên di về phía tây
- Một bộ phận thiên di đến bồn địa Turfan, xưng là Cao Xương Hồi Cốt hoặc Tây Châu Hồi Cốt.
- Một bộ phận di cư đến phía tây dãy núi Pamir thuộc khu vực sông Chuy, xưng Thông Lĩnh Hồi Cốt. Dung hợp với người Cát La Lộc.
- Một bộ phận di cư đến hành lang Hà Tây, xưng Cam Châu Hồi Cốt, về sau trở thành cư dân bản địa của Hà Tây, là tổ tiên của dân tộc Yugur hiện nay.

Các bộ phận còn sống tại lãnh địa cũ hợp nhất vào người Khiết Đan, nên có thuyết Khiết Đan có một nửa là Hồi Cốt. Hoàng hậu Thuật Luật Bình của Liêu Thái Tổ Da Luật A Bảo Cơ là người Hồi Cốt. Một bộ phận di chuyển xuống phía nam, huynh đệ Ô Giới khả hãn đã đào thoát đến Đường. Bộ phận này có khả năng trở thành người Ongud.
Hãn quốc Khách Lạt (940-1212) cũng được cho là do một nhánh người Uyghur lập nên (Yagma) đã cải sang Hồi giáo vào năm 934 dưới sự lãnh đọa của Sultan Satuq Bughra Khan từ Artush gần Kashgar. Lãnh đạo Cao Xương Hồi Cốt Idiqut Barchuq tuyên bố trung thành với Thành Cát Tư Hãn vào năm 1209, và người Uyghur trở thành các bầy tôi quan trọng của đế quốc Mông Cổ sau đó, chữ Uyghur đã trở thành chữ viết chính thức của dân tộc.

## Khả hãn Hồi Cốt
| Thổ Mê Độ (吐迷度) Hồi Hột (Dược La Cát thị) ?-647-648                                                             | | | | | |                                                                              |  |                                                                     |                                                                     |                                                                     |                                                                     | | | | | | |                                         |                                         |                                         |                                         |  |  |  |  |  |  |  |  |  |  |  |  |  |  |  |  |  |  |  |  |  |  |  |  |  |  |
| | | | | | |                                                                              |  |                                                                     |                                                                     |                                                                     |                                                                     | | | | | | |                                         |                                         |                                         |                                         |  |  |  |  |  |  |  |  |  |  |  |  |  |  |  |  |  |  |  |  |  |  |  |  |  |  |
| Bà Nhuận (婆閏) ?-648-661                                                                                          | | | | | |                                                                              |  |                                                                     |                                                                     |                                                                     |                                                                     | | | | | | |                                         |                                         |                                         |                                         |  |  |  |  |  |  |  |  |  |  |  |  |  |  |  |  |  |  |  |  |  |  |  |  |  |  |
| | | | | | |                                                                              |  |                                                                     |                                                                     |                                                                     |                                                                     | | | | | | |                                         |                                         |                                         |                                         |  |  |  |  |  |  |  |  |  |  |  |  |  |  |  |  |  |  |  |  |  |  |  |  |  |  |
| Bỉ Lật (比栗) ?-661-?                                                                                              | | | | | |                                                                              |  |                                                                     |                                                                     |                                                                     |                                                                     | | | | | | |                                         |                                         |                                         |                                         |  |  |  |  |  |  |  |  |  |  |  |  |  |  |  |  |  |  |  |  |  |  |  |  |  |  |
| | | | | | |                                                                              |  |                                                                     |                                                                     |                                                                     |                                                                     | | | | | | |                                         |                                         |                                         |                                         |  |  |  |  |  |  |  |  |  |  |  |  |  |  |  |  |  |  |  |  |  |  |  |  |  |  |
| Độc Giải Chi (獨解支) ?-?-715                                                                                      | | | | | |                                                                              |  |                                                                     |                                                                     |                                                                     |                                                                     | | | | | | |                                         |                                         |                                         |                                         |  |  |  |  |  |  |  |  |  |  |  |  |  |  |  |  |  |  |  |  |  |  |  |  |  |  |
| | | | | | |                                                                              |  |                                                                     |                                                                     |                                                                     |                                                                     | | | | | | |                                         |                                         |                                         |                                         |  |  |  |  |  |  |  |  |  |  |  |  |  |  |  |  |  |  |  |  |  |  |  |  |  |  |
| Phục Đế Bặc (伏帝匐) ?-715-?                                                                                       | | | | | |                                                                              |  |                                                                     |                                                                     |                                                                     |                                                                     | | | | | | |                                         |                                         |                                         |                                         |  |  |  |  |  |  |  |  |  |  |  |  |  |  |  |  |  |  |  |  |  |  |  |  |  |  |
| | | | | | |                                                                              |  |                                                                     |                                                                     |                                                                     |                                                                     | | | | | | |                                         |                                         |                                         |                                         |  |  |  |  |  |  |  |  |  |  |  |  |  |  |  |  |  |  |  |  |  |  |  |  |  |  |
| Thừa Tông (承宗) ?-?-727                                                                                           | | | | | |                                                                              |  |                                                                     |                                                                     |                                                                     |                                                                     | | | | | | |                                         |                                         |                                         |                                         |  |  |  |  |  |  |  |  |  |  |  |  |  |  |  |  |  |  |  |  |  |  |  |  |  |  |
| | | | | | |                                                                              |  |                                                                     |                                                                     |                                                                     |                                                                     | | | | | | |                                         |                                         |                                         |                                         |  |  |  |  |  |  |  |  |  |  |  |  |  |  |  |  |  |  |  |  |  |  |  |  |  |  |
| | | | | | |                                                                              |  |                                                                     |                                                                     |                                                                     |                                                                     | | | | | | |                                         |                                         |                                         |                                         |  |  |  |  |  |  |  |  |  |  |  |  |  |  |  |  |  |  |  |  |  |  |  |  |  |  |
| 1 Hoài Nhân khả hãn (懷仁可汗) Cốt Lực Bùi La (骨力裴羅) Hồi Hột hãn quốc ?-744-747                                | 1 Hoài Nhân khả hãn (懷仁可汗) Cốt Lực Bùi La (骨力裴羅) Hồi Hột hãn quốc ?-744-747                                | 1 Hoài Nhân khả hãn (懷仁可汗) Cốt Lực Bùi La (骨力裴羅) Hồi Hột hãn quốc ?-744-747                                | 1 Hoài Nhân khả hãn (懷仁可汗) Cốt Lực Bùi La (骨力裴羅) Hồi Hột hãn quốc ?-744-747                                | 1 Hoài Nhân khả hãn (懷仁可汗) Cốt Lực Bùi La (骨力裴羅) Hồi Hột hãn quốc ?-744-747                                | 1 Hoài Nhân khả hãn (懷仁可汗) Cốt Lực Bùi La (骨力裴羅) Hồi Hột hãn quốc ?-744-747                                |                                                                              |  |                                                                     |                                                                     |                                                                     |                                                                     | Phục Đế Nan (伏帝難) ?-727-? | Phục Đế Nan (伏帝難) ?-727-? | Phục Đế Nan (伏帝難) ?-727-? | Phục Đế Nan (伏帝難) ?-727-? | Phục Đế Nan (伏帝難) ?-727-? | Phục Đế Nan (伏帝難) ?-727-? |                                         |                                         |                                         |                                         |  |  |  |  |  |  |  |  |  |  |  |  |  |  |  |  |  |  |  |  |  |  |  |  |  |  |
| 1 Hoài Nhân khả hãn (懷仁可汗) Cốt Lực Bùi La (骨力裴羅) Hồi Hột hãn quốc ?-744-747                                | 1 Hoài Nhân khả hãn (懷仁可汗) Cốt Lực Bùi La (骨力裴羅) Hồi Hột hãn quốc ?-744-747                                | 1 Hoài Nhân khả hãn (懷仁可汗) Cốt Lực Bùi La (骨力裴羅) Hồi Hột hãn quốc ?-744-747                                | 1 Hoài Nhân khả hãn (懷仁可汗) Cốt Lực Bùi La (骨力裴羅) Hồi Hột hãn quốc ?-744-747                                | 1 Hoài Nhân khả hãn (懷仁可汗) Cốt Lực Bùi La (骨力裴羅) Hồi Hột hãn quốc ?-744-747                                | 1 Hoài Nhân khả hãn (懷仁可汗) Cốt Lực Bùi La (骨力裴羅) Hồi Hột hãn quốc ?-744-747                                |                                                                              |  |                                                                     |                                                                     |                                                                     |                                                                     | Phục Đế Nan (伏帝難) ?-727-? | Phục Đế Nan (伏帝難) ?-727-? | Phục Đế Nan (伏帝難) ?-727-? | Phục Đế Nan (伏帝難) ?-727-? | Phục Đế Nan (伏帝難) ?-727-? | Phục Đế Nan (伏帝難) ?-727-? |                                         |                                         |                                         |                                         |  |  |  |  |  |  |  |  |  |  |  |  |  |  |  |  |  |  |  |  |  |  |  |  |  |  |
| | | | | | |                                                                              |  |                                                                     |                                                                     |                                                                     |                                                                     | | | | | | |                                         |                                         |                                         |                                         |  |  |  |  |  |  |  |  |  |  |  |  |  |  |  |  |  |  |  |  |  |  |  |  |  |  |
| 2 Cát Lặc khả hãn (葛勒可汗) Anh Vũ khả hãn (英武可汗) Ma Diên Xuyết (磨延啜) ?-747-759                            | 2 Cát Lặc khả hãn (葛勒可汗) Anh Vũ khả hãn (英武可汗) Ma Diên Xuyết (磨延啜) ?-747-759                            | 2 Cát Lặc khả hãn (葛勒可汗) Anh Vũ khả hãn (英武可汗) Ma Diên Xuyết (磨延啜) ?-747-759                            | 2 Cát Lặc khả hãn (葛勒可汗) Anh Vũ khả hãn (英武可汗) Ma Diên Xuyết (磨延啜) ?-747-759                            | 2 Cát Lặc khả hãn (葛勒可汗) Anh Vũ khả hãn (英武可汗) Ma Diên Xuyết (磨延啜) ?-747-759                            | 2 Cát Lặc khả hãn (葛勒可汗) Anh Vũ khả hãn (英武可汗) Ma Diên Xuyết (磨延啜) ?-747-759                            |                                                                              |  |                                                                     |                                                                     |                                                                     |                                                                     | □ | □ | □ | □ | □ | □ |                                         |                                         |                                         |                                         |  |  |  |  |  |  |  |  |  |  |  |  |  |  |  |  |  |  |  |  |  |  |  |  |  |  |
| 2 Cát Lặc khả hãn (葛勒可汗) Anh Vũ khả hãn (英武可汗) Ma Diên Xuyết (磨延啜) ?-747-759                            | 2 Cát Lặc khả hãn (葛勒可汗) Anh Vũ khả hãn (英武可汗) Ma Diên Xuyết (磨延啜) ?-747-759                            | 2 Cát Lặc khả hãn (葛勒可汗) Anh Vũ khả hãn (英武可汗) Ma Diên Xuyết (磨延啜) ?-747-759                            | 2 Cát Lặc khả hãn (葛勒可汗) Anh Vũ khả hãn (英武可汗) Ma Diên Xuyết (磨延啜) ?-747-759                            | 2 Cát Lặc khả hãn (葛勒可汗) Anh Vũ khả hãn (英武可汗) Ma Diên Xuyết (磨延啜) ?-747-759                            | 2 Cát Lặc khả hãn (葛勒可汗) Anh Vũ khả hãn (英武可汗) Ma Diên Xuyết (磨延啜) ?-747-759                            |                                                                              |  |                                                                     |                                                                     |                                                                     |                                                                     | □ | □ | □ | □ | □ | □ |                                         |                                         |                                         |                                         |  |  |  |  |  |  |  |  |  |  |  |  |  |  |  |  |  |  |  |  |  |  |  |  |  |  |
| 3 Mưu Vũ khả hãn (牟羽可汗) Đăng Lý khả hãn (登里可汗) Anh Nghĩa khả hãn (英義可汗) Di Địa Kiện (移地健) ?-759-780 | 3 Mưu Vũ khả hãn (牟羽可汗) Đăng Lý khả hãn (登里可汗) Anh Nghĩa khả hãn (英義可汗) Di Địa Kiện (移地健) ?-759-780 | 3 Mưu Vũ khả hãn (牟羽可汗) Đăng Lý khả hãn (登里可汗) Anh Nghĩa khả hãn (英義可汗) Di Địa Kiện (移地健) ?-759-780 | 3 Mưu Vũ khả hãn (牟羽可汗) Đăng Lý khả hãn (登里可汗) Anh Nghĩa khả hãn (英義可汗) Di Địa Kiện (移地健) ?-759-780 | 3 Mưu Vũ khả hãn (牟羽可汗) Đăng Lý khả hãn (登里可汗) Anh Nghĩa khả hãn (英義可汗) Di Địa Kiện (移地健) ?-759-780 | 3 Mưu Vũ khả hãn (牟羽可汗) Đăng Lý khả hãn (登里可汗) Anh Nghĩa khả hãn (英義可汗) Di Địa Kiện (移地健) ?-759-780 |                                                                              |  |                                                                     |                                                                     |                                                                     |                                                                     | 4 Vũ Nghĩa Thành Công khả hãn (武義成功可汗) Trường Thọ Thiên Thân khả hãn (長壽天親可汗) Đốn Mạc Hạ Đạt Can (頓莫賀達干) ?-780-789 | 4 Vũ Nghĩa Thành Công khả hãn (武義成功可汗) Trường Thọ Thiên Thân khả hãn (長壽天親可汗) Đốn Mạc Hạ Đạt Can (頓莫賀達干) ?-780-789 | 4 Vũ Nghĩa Thành Công khả hãn (武義成功可汗) Trường Thọ Thiên Thân khả hãn (長壽天親可汗) Đốn Mạc Hạ Đạt Can (頓莫賀達干) ?-780-789 | 4 Vũ Nghĩa Thành Công khả hãn (武義成功可汗) Trường Thọ Thiên Thân khả hãn (長壽天親可汗) Đốn Mạc Hạ Đạt Can (頓莫賀達干) ?-780-789 | 4 Vũ Nghĩa Thành Công khả hãn (武義成功可汗) Trường Thọ Thiên Thân khả hãn (長壽天親可汗) Đốn Mạc Hạ Đạt Can (頓莫賀達干) ?-780-789 | 4 Vũ Nghĩa Thành Công khả hãn (武義成功可汗) Trường Thọ Thiên Thân khả hãn (長壽天親可汗) Đốn Mạc Hạ Đạt Can (頓莫賀達干) ?-780-789 |                                         |                                         |                                         |                                         |  |  |  |  |  |  |  |  |  |  |  |  |  |  |  |  |  |  |  |  |  |  |  |  |  |  |
| 3 Mưu Vũ khả hãn (牟羽可汗) Đăng Lý khả hãn (登里可汗) Anh Nghĩa khả hãn (英義可汗) Di Địa Kiện (移地健) ?-759-780 | 3 Mưu Vũ khả hãn (牟羽可汗) Đăng Lý khả hãn (登里可汗) Anh Nghĩa khả hãn (英義可汗) Di Địa Kiện (移地健) ?-759-780 | 3 Mưu Vũ khả hãn (牟羽可汗) Đăng Lý khả hãn (登里可汗) Anh Nghĩa khả hãn (英義可汗) Di Địa Kiện (移地健) ?-759-780 | 3 Mưu Vũ khả hãn (牟羽可汗) Đăng Lý khả hãn (登里可汗) Anh Nghĩa khả hãn (英義可汗) Di Địa Kiện (移地健) ?-759-780 | 3 Mưu Vũ khả hãn (牟羽可汗) Đăng Lý khả hãn (登里可汗) Anh Nghĩa khả hãn (英義可汗) Di Địa Kiện (移地健) ?-759-780 | 3 Mưu Vũ khả hãn (牟羽可汗) Đăng Lý khả hãn (登里可汗) Anh Nghĩa khả hãn (英義可汗) Di Địa Kiện (移地健) ?-759-780 |                                                                              |  |                                                                     |                                                                     |                                                                     |                                                                     | 4 Vũ Nghĩa Thành Công khả hãn (武義成功可汗) Trường Thọ Thiên Thân khả hãn (長壽天親可汗) Đốn Mạc Hạ Đạt Can (頓莫賀達干) ?-780-789 | 4 Vũ Nghĩa Thành Công khả hãn (武義成功可汗) Trường Thọ Thiên Thân khả hãn (長壽天親可汗) Đốn Mạc Hạ Đạt Can (頓莫賀達干) ?-780-789 | 4 Vũ Nghĩa Thành Công khả hãn (武義成功可汗) Trường Thọ Thiên Thân khả hãn (長壽天親可汗) Đốn Mạc Hạ Đạt Can (頓莫賀達干) ?-780-789 | 4 Vũ Nghĩa Thành Công khả hãn (武義成功可汗) Trường Thọ Thiên Thân khả hãn (長壽天親可汗) Đốn Mạc Hạ Đạt Can (頓莫賀達干) ?-780-789 | 4 Vũ Nghĩa Thành Công khả hãn (武義成功可汗) Trường Thọ Thiên Thân khả hãn (長壽天親可汗) Đốn Mạc Hạ Đạt Can (頓莫賀達干) ?-780-789 | 4 Vũ Nghĩa Thành Công khả hãn (武義成功可汗) Trường Thọ Thiên Thân khả hãn (長壽天親可汗) Đốn Mạc Hạ Đạt Can (頓莫賀達干) ?-780-789 |                                         |                                         |                                         |                                         |  |  |  |  |  |  |  |  |  |  |  |  |  |  |  |  |  |  |  |  |  |  |  |  |  |  |
| | | | | | |                                                                              |  |                                                                     |                                                                     |                                                                     |                                                                     | 5 Trung Trinh khả hãn (忠貞可汗) Đa La Tư (多邏斯) Hồi Cốt ?-789-790                                                                | | | | | |                                         |                                         |                                         |                                         |  |  |  |  |  |  |  |  |  |  |  |  |  |  |  |  |  |  |  |  |  |  |  |  |  |  |
| | | | | | |                                                                              |  |                                                                     |                                                                     |                                                                     |                                                                     | | | | | | |                                         |                                         |                                         |                                         |  |  |  |  |  |  |  |  |  |  |  |  |  |  |  |  |  |  |  |  |  |  |  |  |  |  |
| | | | | | |                                                                              |  |                                                                     |                                                                     |                                                                     |                                                                     | 6 Phụng Thành khả hãn (奉誠可汗) A Xuyết (阿啜) 776-790-795                                                                         | | | | | |                                         |                                         |                                         |                                         |  |  |  |  |  |  |  |  |  |  |  |  |  |  |  |  |  |  |  |  |  |  |  |  |  |  |
| 7 Hoài Tín khả hãn (懷信可汗) Cốt Đốt Lộc (骨咄祿) (A Điệt thị) ?-795-805                                          | | | | | |                                                                              |  |                                                                     |                                                                     |                                                                     |                                                                     | | | | | | |                                         |                                         |                                         |                                         |  |  |  |  |  |  |  |  |  |  |  |  |  |  |  |  |  |  |  |  |  |  |  |  |  |  |
| | | | | | |                                                                              |  |                                                                     |                                                                     |                                                                     |                                                                     | | | | | | |                                         |                                         |                                         |                                         |  |  |  |  |  |  |  |  |  |  |  |  |  |  |  |  |  |  |  |  |  |  |  |  |  |  |
| 8 Đằng Lý khả hãn (滕里可汗) ?-805-808                                                                             | | | | | |                                                                              |  |                                                                     |                                                                     |                                                                     |                                                                     | | | | | | |                                         |                                         |                                         |                                         |  |  |  |  |  |  |  |  |  |  |  |  |  |  |  |  |  |  |  |  |  |  |  |  |  |  |
| | | | | | |                                                                              |  |                                                                     |                                                                     |                                                                     |                                                                     | | | | | | |                                         |                                         |                                         |                                         |  |  |  |  |  |  |  |  |  |  |  |  |  |  |  |  |  |  |  |  |  |  |  |  |  |  |
| | | | | | |                                                                              |  |                                                                     |                                                                     |                                                                     |                                                                     | | | | | | |                                         |                                         |                                         |                                         |  |  |  |  |  |  |  |  |  |  |  |  |  |  |  |  |  |  |  |  |  |  |  |  |  |  |
| 9 Bảo Nghĩa khả hãn (保義可汗) ?-808-821                                                                           | 9 Bảo Nghĩa khả hãn (保義可汗) ?-808-821                                                                           | 9 Bảo Nghĩa khả hãn (保義可汗) ?-808-821                                                                           | 9 Bảo Nghĩa khả hãn (保義可汗) ?-808-821                                                                           | 9 Bảo Nghĩa khả hãn (保義可汗) ?-808-821                                                                           | 9 Bảo Nghĩa khả hãn (保義可汗) ?-808-821                                                                           |                                                                              |  |                                                                     |                                                                     |                                                                     |                                                                     | | | | | □ | □ | □                                       | □                                       | □                                       | □                                       |  |  |  |  |  |  |  |  |  |  |  |  |  |  |  |  |  |  |  |  |  |  |  |  |  |  |
| 9 Bảo Nghĩa khả hãn (保義可汗) ?-808-821                                                                           | 9 Bảo Nghĩa khả hãn (保義可汗) ?-808-821                                                                           | 9 Bảo Nghĩa khả hãn (保義可汗) ?-808-821                                                                           | 9 Bảo Nghĩa khả hãn (保義可汗) ?-808-821                                                                           | 9 Bảo Nghĩa khả hãn (保義可汗) ?-808-821                                                                           | 9 Bảo Nghĩa khả hãn (保義可汗) ?-808-821                                                                           |                                                                              |  |                                                                     |                                                                     |                                                                     |                                                                     | | | | | □ | □ | □                                       | □                                       | □                                       | □                                       |  |  |  |  |  |  |  |  |  |  |  |  |  |  |  |  |  |  |  |  |  |  |  |  |  |  |
| | | | | | |                                                                              |  |                                                                     |                                                                     |                                                                     |                                                                     | | | | | | |                                         |                                         |                                         |                                         |  |  |  |  |  |  |  |  |  |  |  |  |  |  |  |  |  |  |  |  |  |  |  |  |  |  |
| 10 Sùng Đức khả hãn (崇德可汗) ?-821-824                                                                           | 10 Sùng Đức khả hãn (崇德可汗) ?-821-824                                                                           | 10 Sùng Đức khả hãn (崇德可汗) ?-821-824                                                                           | 10 Sùng Đức khả hãn (崇德可汗) ?-821-824                                                                           | 10 Sùng Đức khả hãn (崇德可汗) ?-821-824                                                                           | 10 Sùng Đức khả hãn (崇德可汗) ?-821-824                                                                           |                                                                              |  | 11 Chiêu Lễ khả hãn (昭禮可汗) Hạt Tát Đặc Lặc (曷薩特勒) ?-824-832 | 11 Chiêu Lễ khả hãn (昭禮可汗) Hạt Tát Đặc Lặc (曷薩特勒) ?-824-832 | 11 Chiêu Lễ khả hãn (昭禮可汗) Hạt Tát Đặc Lặc (曷薩特勒) ?-824-832 | 11 Chiêu Lễ khả hãn (昭禮可汗) Hạt Tát Đặc Lặc (曷薩特勒) ?-824-832 | 11 Chiêu Lễ khả hãn (昭禮可汗) Hạt Tát Đặc Lặc (曷薩特勒) ?-824-832                                                                 | 11 Chiêu Lễ khả hãn (昭禮可汗) Hạt Tát Đặc Lặc (曷薩特勒) ?-824-832                                                                 | | | □ | □ | □                                       | □                                       | □                                       | □                                       |  |  |  |  |  |  |  |  |  |  |  |  |  |  |  |  |  |  |  |  |  |  |  |  |  |  |
| 10 Sùng Đức khả hãn (崇德可汗) ?-821-824                                                                           | 10 Sùng Đức khả hãn (崇德可汗) ?-821-824                                                                           | 10 Sùng Đức khả hãn (崇德可汗) ?-821-824                                                                           | 10 Sùng Đức khả hãn (崇德可汗) ?-821-824                                                                           | 10 Sùng Đức khả hãn (崇德可汗) ?-821-824                                                                           | 10 Sùng Đức khả hãn (崇德可汗) ?-821-824                                                                           |                                                                              |  | 11 Chiêu Lễ khả hãn (昭禮可汗) Hạt Tát Đặc Lặc (曷薩特勒) ?-824-832 | 11 Chiêu Lễ khả hãn (昭禮可汗) Hạt Tát Đặc Lặc (曷薩特勒) ?-824-832 | 11 Chiêu Lễ khả hãn (昭禮可汗) Hạt Tát Đặc Lặc (曷薩特勒) ?-824-832 | 11 Chiêu Lễ khả hãn (昭禮可汗) Hạt Tát Đặc Lặc (曷薩特勒) ?-824-832 | 11 Chiêu Lễ khả hãn (昭禮可汗) Hạt Tát Đặc Lặc (曷薩特勒) ?-824-832                                                                 | 11 Chiêu Lễ khả hãn (昭禮可汗) Hạt Tát Đặc Lặc (曷薩特勒) ?-824-832                                                                 | | | □ | □ | □                                       | □                                       | □                                       | □                                       |  |  |  |  |  |  |  |  |  |  |  |  |  |  |  |  |  |  |  |  |  |  |  |  |  |  |
| | | | | | |                                                                              |  |                                                                     |                                                                     |                                                                     |                                                                     | | | | | 12 Chương Tín khả hãn (彰信可汗) Hồ Đặc Lặc(胡特勒) ?-832-839                                                                       | |                                         |                                         |                                         |                                         |  |  |  |  |  |  |  |  |  |  |  |  |  |  |  |  |  |  |  |  |  |  |  |  |  |  |
| | | | | | | 13 Áp Táp Đặc Lặc (㕎馺特勒) ?-839-840                                       |  |                                                                     |                                                                     |                                                                     |                                                                     | | | | | | |                                         |                                         |                                         |                                         |  |  |  |  |  |  |  |  |  |  |  |  |  |  |  |  |  |  |  |  |  |  |  |  |  |  |
| | | | | | |                                                                              |  |                                                                     |                                                                     |                                                                     |                                                                     | | | | | | |                                         |                                         |                                         |                                         |  |  |  |  |  |  |  |  |  |  |  |  |  |  |  |  |  |  |  |  |  |  |  |  |  |  |
| | | | | | |                                                                              |  |                                                                     |                                                                     |                                                                     |                                                                     | | | | | | |                                         |                                         |                                         |                                         |  |  |  |  |  |  |  |  |  |  |  |  |  |  |  |  |  |  |  |  |  |  |  |  |  |  |
| 14 Ô Giới khả hãn (烏介可汗) ?-'841-846                                                                            | 14 Ô Giới khả hãn (烏介可汗) ?-'841-846                                                                            | 14 Ô Giới khả hãn (烏介可汗) ?-'841-846                                                                            | 14 Ô Giới khả hãn (烏介可汗) ?-'841-846                                                                            | 14 Ô Giới khả hãn (烏介可汗) ?-'841-846                                                                            | 14 Ô Giới khả hãn (烏介可汗) ?-'841-846                                                                            |                                                                              |  |                                                                     |                                                                     |                                                                     |                                                                     | | | | | 15 Át Niệp khả hãn (遏捻可汗) ?-846-848                                                                                             | 15 Át Niệp khả hãn (遏捻可汗) ?-846-848                                                                                             | 15 Át Niệp khả hãn (遏捻可汗) ?-846-848 | 15 Át Niệp khả hãn (遏捻可汗) ?-846-848 | 15 Át Niệp khả hãn (遏捻可汗) ?-846-848 | 15 Át Niệp khả hãn (遏捻可汗) ?-846-848 |  |  |  |  |  |  |  |  |  |  |  |  |  |  |  |  |  |  |  |  |  |  |  |  |  |  |
| 14 Ô Giới khả hãn (烏介可汗) ?-'841-846                                                                            | 14 Ô Giới khả hãn (烏介可汗) ?-'841-846                                                                            | 14 Ô Giới khả hãn (烏介可汗) ?-'841-846                                                                            | 14 Ô Giới khả hãn (烏介可汗) ?-'841-846                                                                            | 14 Ô Giới khả hãn (烏介可汗) ?-'841-846                                                                            | 14 Ô Giới khả hãn (烏介可汗) ?-'841-846                                                                            | Hoài Kiến khả hãn (懷建可汗) Bàng Đặc Lặc (厖特勒) Tây Thiên Hồi Cốt ?-848-? |  |                                                                     |                                                                     |                                                                     |                                                                     | | | | | 15 Át Niệp khả hãn (遏捻可汗) ?-846-848                                                                                             | 15 Át Niệp khả hãn (遏捻可汗) ?-846-848                                                                                             | 15 Át Niệp khả hãn (遏捻可汗) ?-846-848 | 15 Át Niệp khả hãn (遏捻可汗) ?-846-848 | 15 Át Niệp khả hãn (遏捻可汗) ?-846-848 | 15 Át Niệp khả hãn (遏捻可汗) ?-846-848 |  |  |  |  |  |  |  |  |  |  |  |  |  |  |  |  |  |  |  |  |  |  |  |  |  |  |